# 光定 (僧)

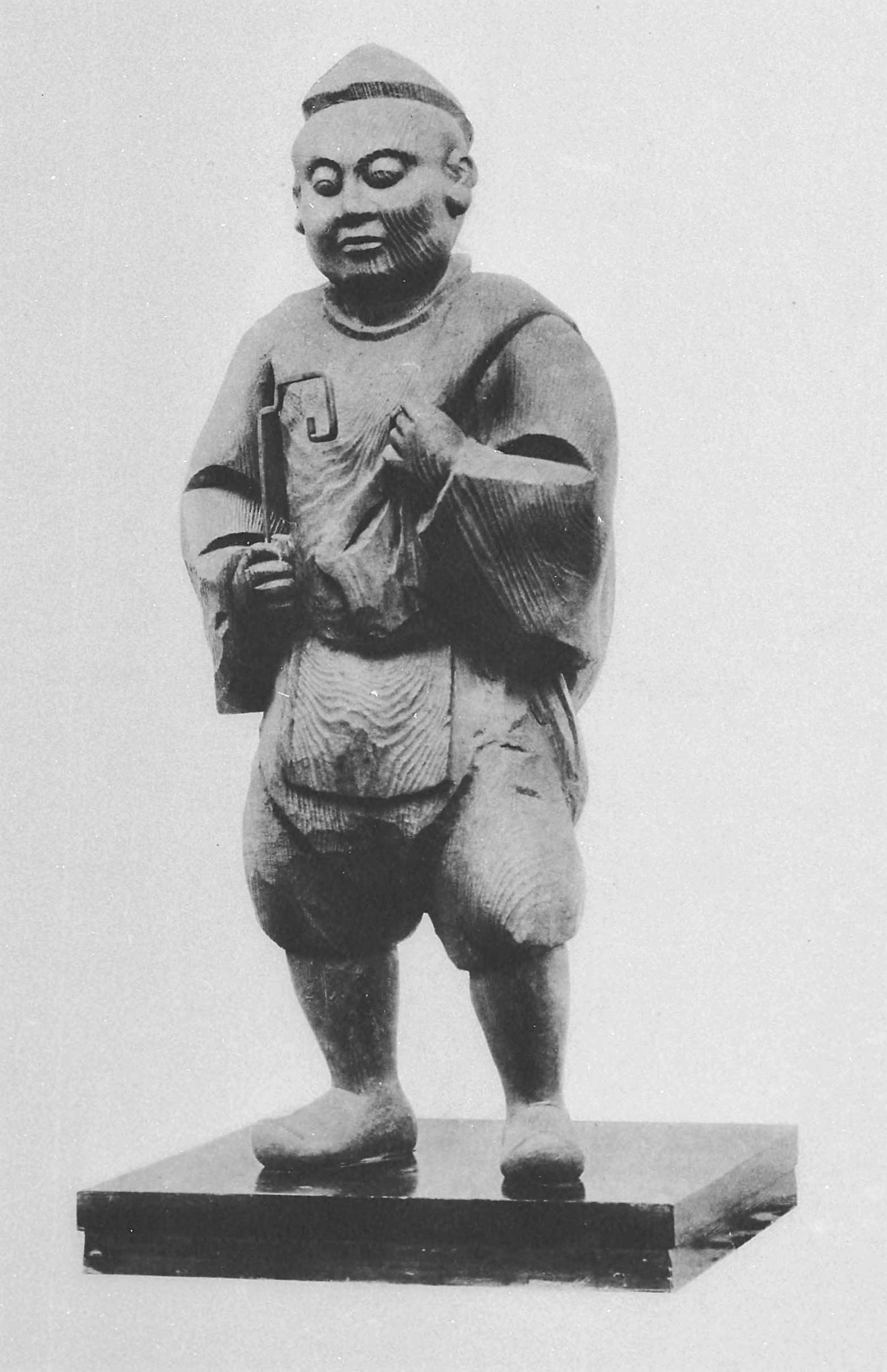
木造光定大師立像（重要文化財、延暦寺所蔵）、南北朝時代の作。当初は大黒天像として制作されたのが、後に諸事情により光定の肖像とされたものと推定される。かつては比叡山麓の別当大師堂に置かれていた。

光定（こうじょう、宝亀10年（779年） - 天安2年8月10日（858年9月20日））は、平安時代前期の天台宗の高僧。俗性は贄（にえ）氏。伊予国風早郡の出身。石鉄山の開山、延暦寺の天皇御願四王院建立など多くの功績を残している。（高別当大師とも称される。）

## 生涯
- 延暦17年（798年）、20歳のとき父母の死をきっかけに出家。山林で修行する。
- 大同元年（806年）、僧勤覚のすすめにより上京し、師とすべき人物をさがす。
- 大同3年（808年）、比叡山に登り日本天台宗の祖最澄に師事し、義真に「摩訶止観」を学ぶ。
- 大同4年（809年）、止観業の年分度試に及第[2]。
- 弘仁元年（810年）1月、宮中での金光明会において、天台宗の年分度者として得度。
- 弘仁3年（812年）4月、東大寺で具足戒を受ける。ときに33歳。
  - 12月、師最澄および泰範、円澄らほかの弟子とともに高雄山寺にて空海から胎蔵界灌頂を受ける。
- 弘仁4年（813年）3月、泰範、円澄らとともに空海から金剛界灌頂を受ける[3]。
- 弘仁6年（815年）3月、嵯峨天皇の御前に召され、従五位下玄蕃頭真苑雑物（もと興福寺僧）と天台宗の教義をめぐって討論。
- 弘仁9年（818年）2月、最澄から大乗戒壇設立の構想を打ち明けられる。以後、設立実現まで最澄の使者として朝廷との交渉に奔走。『文徳天皇実録』の光定卒伝は、設立の勅許は光定の力によると記している。
  - 4月、勅命により最澄が祈雨した際、参列してともに行ず。降雨の験あり、褒賞として修行満位に叙せられる。
  - 7月、最澄が比叡山内諸院の管理者を定めた際、戒壇院知事、宝幢院別当となる。
  - 9月、伝灯満位に叙せられる[4]。
- 弘仁13年（822年）6月4日、最澄入滅。11日、大乗戒壇設立の勅許下る。その後、天台宗に対する年分度者の国講師・読師の任命も最澄の主張どおり認められた。

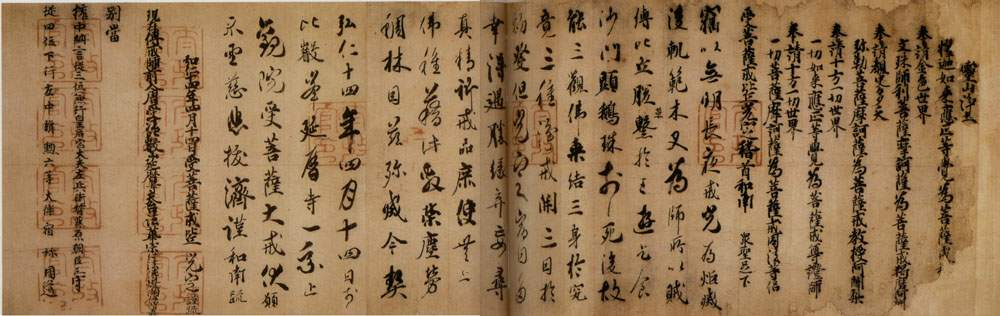
嵯峨天皇宸翰光定戒牒（国宝、延暦寺所蔵）、弘仁14年（823年）4月14日

- 弘仁14年（823年）4月、延暦寺止観院（根本中堂）にて座主義真を戒師として大乗戒受戒。嵯峨天皇より宸筆の戒牒（延暦寺蔵。国宝）を賜る[5]。
- 天長2年（825年）、天台僧としてはじめて天王寺講師となる。
- 天長5年（828年）、伝灯法師位に叙せられる。光定が瓶ヶ森より石土山を現在の石鎚山へ移す。これにより石鈇山と呼ばれるようになる。
- 天長10年（833年）、法隆寺講師となる。
- 承和2年（835年）、仁明天皇に召されて常に宮中で近侍するようになり、内供奉十禅師に任ぜられる。
- 承和5年（838年）、伝灯大法師位に叙せられる。また、延暦寺戒和上となる。
- 嘉祥3年（850年）12月、光定の表請により止観業の年分度者が2人加増される。[6]
- 仁寿4年（854年）、文徳天皇の勅命により延暦寺別当に任ぜられる。また、延暦寺に天皇御願の四王院を建立。
- 天安2年（858年）7月、80歳を祝して朝廷から度者、絹、布、綿、銭、米などを賜る。
  - 8月10日、延暦寺八部院坊にて入寂。享年80。

## 光定と文学
光定が著した回想録『伝述一心戒文』には、光定の作った詩が7首収められている。光定の詩は勅撰三集には入集していないが、『文華秀麗集』に嵯峨天皇「光法師の『東山に游ぶ』の作に和す」が、『経国集』に滋野貞主「光禅師の『山房暁風』に和す」があり、文人と詩作を通じた交流があったことがわかる。